# ماتيوس بيريرا (لاعب كرة قدم مواليد 1996)
     لشخصية أخرى تحمل اسم ماتيوس بيريرا، طالع ماتيوس بيريرا (توضيح).

ماتيوس فيليب كوستا بيريرا (بالبرتغالية: Matheus Fellipe Costa Pereira؛ 5 مايو 1996) هو لاعب كرة قدم برازيلي يلعب كلاعب خط وسط مهاجم أو كجناح أيمن مع نادي كروزيرو البرازيلي و لعب سابقاً في نادي الهلال السعودي و نادي الوحدة الإماراتي.

## مسيرته الكروية

### سبورتينغ لشبونة
ولد بيريرا في بيلو هوريزونتي، ميناس جرايس، وانتقل إلى البرتغال في سن مبكرة، وانضم إلى نظام الشباب في سبورتينغ لشبونة في سن الرابعة عشر عامًا. في 18 يناير 2014، بينما كان لا يزال صغيراً، شارك لأول مرة مع الفريق ب، حيث حل بديلاً في الدقيقة 46 عن كريستيان بوند في مباراة التعادل 1–1 خارج ملعبه ضد نادي تروفينسي في بطولة ليغا برو. سجل هدفه الأول في المسابقة في 7 مارس من العام التالي، وساهم في الفوز 4–3 على أرضه أمام سي دي. تونديلا.
في وقت مبكر من موسم 2015–16، تم استدعاء بيريرا لأول مرة إلى الفريق الأول من قبل المدير الفني المعين حديثًا جورجي جيسوس. كان ظهوره الرسمي الأول في 1 أكتوبر، حيث شارك كأساسي بالتعادل 1–1 على ملعب نادي بشكتاش في الدوري الأوروبي. في أواخر الشهر نفسه سجل أهدافه الأولى كمحترف، مما ساعده على هزيمة فيلافرانكوينسي في كأس البرتغال (4–0، خارج أرضه) وسكندربيو كورتشه في الدوري الأوروبي (5–1، على أرضه)، تم اختياره لاحقًا لفريق الأسبوع في المسابقة الأخيرة.
في موسم 2017–18، تم إعارة بيريرا إلى تشافيس [الإنجليزية]. سجل سبعة أهداف في الدوري خلال فترة إعارته (ثمانية عمومًا)، مما ساعدهم في الحصول على المركز السادس.
في 31 أغسطس 2018، وهو اليوم الأخير من فترة الانتقالات الصيفية، انضم بيريرا إلى نورنبرغ على سبيل الإعارة حتى نهاية الموسم بعد انتقاده لجوزيه بيزيرو لعدم اختياره في المباراة الأولى ضد موريرينسي على وسائل التواصل الاجتماعي. شارك لأول مرة في الدوري الألماني بعد 16 يومًا، حيث لعب 61 دقيقة من التعادل 1–1 خارج ملعبه ضد فيردر بريمن.
سجل بيريرا هدفه الأول في الدوري في 30 مارس 2019، وساعد فريقه على الفوز 3–0 أمام آوغسبورغ. تم ترشيحه لجائزة اللاعب الصاعد للموسم في الدوري الألماني، لكن فريقه عانى من الهبوط بعد أن احتل المركز الأخير.

### وست بروميتش ألبيون
في 8 أغسطس 2019، انضم بيريرا إلى وست بروميتش ألبيون على سبيل الإعارة الأولية لمدة موسم بهدف الانتقال الدائم. سجل هدفه الأول في دوري البطولة الإنجليزية يوم 28 سبتمبر، في الفوز 2–0 خارج الأرض ضد كوينز بارك رينجرز.
في 20 يونيو 2020، بعد أن ظهر اللاعب في العدد المطلوب من المباريات، تم تفعيل شرط الاستحواذ، الذي ألزم النادي بشراء بيريرا. في الشهر التالي، فاز بجائزة أفضل لاعب في الموسم بعد أن حصل على 65% من الأصوات.
على الرغم من شرط الاستحواذ الذي تم الوفاء به قبل أشهر، فقد استغرق الأمر حتى 17 أغسطس 2020 حتى يتم الإعلان رسميًا عن بيريرا كلاعب لبروميتش، وفي النهاية وقع عقدًا مدته أربع سنوات. لضمان بقاء تركيز اللاعب على الملعب، قرر المجلس ترك المفاوضات إلى ما بعد انتهاء الموسم.
شارك بيريرا لأول مرة في الدوري الإنجليزي الممتاز في 13 سبتمبر 2020، حيث خسر 0–3 على أرضه أمام ليستر سيتي. سجل هدفه الأول بعد ستة أيام، من خلال ركلة حرة مباشرة في الهزيمة 5–2 خارج أرضه أمام إيفرتون.
في 3 أبريل 2021، سجل بيريرا ثنائية في الوقت المحتسب بدل الضائع في الشوط الأول في مباراة الفوز بنتيجة 5–2 أمام تشيلسي. أدى هذا إلى فوز ألبيون الأول على ملعب ستامفورد بريدج منذ عام 1978، وتلقى توماس توخل أول خسارة له كمدرب لتشيلسي. في 9 مايو، سجل هدفه العاشر هذا الموسم – ليصبح أول لاعب في النادي يسجل 10+ أهداف منذ سايدو بيراهينو في 2014–15 – ولكن فريقه خسر 3–1 أمام أرسنال وهبط بشكل رسمي.
في 1 أغسطس 2021، أعلن المدير المعين حديثًا فاليرين إسماعيل أن بيريرا سيغادر النادي قبل نهاية فترة الانتقالات، متهمًا إياه بأنه «غير ملتزم» بالنادي. في اليوم التالي، أصدر بيريرا بيانًا على حسابات وسائل التواصل الاجتماعي، أكد فيه رغبته في مغادرة النادي، لكنه أعرب أيضًا عن غضبه من تعليقات إسماعيل، ووصفها بأنها «غير محترمة».

### الهلال
في 6 أغسطس 2021، انضم بيريرا إلى نادي الهلال السعودي مقابل رسوم انتقال غير معلنة.

## الإحصائيات
آخر تحديث 19 مايو 2021.
| النادي                      | الموسم   | الدوري                   | الدوري | الدوري  | الكأس الوطني | الكأس الوطني | كأس الدوري | كأس الدوري | أوروبا | أوروبا  | أخرى   | أخرى    | المجموع | المجموع |
| النادي                      | الموسم   | الدرجة                   | الظهور | الأهداف | الظهور       | الأهداف      | الظهور     | الأهداف    | الظهور | الأهداف | الظهور | الأهداف | الظهور  | الأهداف |
| --------------------------- | -------- | ------------------------ | ------ | ------- | ------------ | ------------ | ---------- | ---------- | ------ | ------- | ------ | ------- | ------- | ------- |
| سبورتينغ لشبونة ب           | 2013–14  | ليغا برو                 | 4      | 0       | –            | –            | –          | –          | –      | –       | –      | –       | 4       | 0       |
| سبورتينغ لشبونة ب           | 2014–15  | ليغا برو                 | 12     | 1       | –            | –            | –          | –          | –      | –       | –      | –       | 12      | 1       |
| سبورتينغ لشبونة ب           | 2015–16  | ليغا برو                 | 12     | 8       | –            | –            | –          | –          | –      | –       | –      | –       | 12      | 8       |
| سبورتينغ لشبونة ب           | 2016–17  | ليغا برو                 | 14     | 8       | –            | –            | –          | –          | –      | –       | –      | –       | 14      | 8       |
| سبورتينغ لشبونة ب           | المجموع  | المجموع                  | 42     | 17      | 0            | 0            | 0          | 0          | 0      | 0       | 0      | 0       | 42      | 17      |
| سبورتينغ لشبونة             | 2015–16  | الدوري البرتغالي الممتاز | 8      | 0       | 2            | 2            | 3          | 0          | 5      | 3       | –      | –       | 18      | 5       |
| سبورتينغ لشبونة             | 2016–17  | الدوري البرتغالي الممتاز | 7      | 1       | 1            | 0            | 1          | 0          | –      | –       | –      | –       | 9       | 1       |
| سبورتينغ لشبونة             | المجموع  | المجموع                  | 15     | 1       | 3            | 2            | 4          | 0          | 5      | 3       | 0      | 0       | 27      | 6       |
| تشافيس [الإنجليزية] (إعارة) | 2017–18  | الدوري البرتغالي الممتاز | 27     | 7       | 1            | 0            | 2          | 1          | –      | –       | –      | –       | 30      | 8       |
| نورنبرغ (إعارة)             | 2018–19  | الدوري الألماني          | 19     | 3       | 2            | 0            | –          | –          | –      | –       | –      | –       | 21      | 3       |
| وست بروميتش ألبيون (إعارة)  | 2019–20  | دوري البطولة الإنجليزية  | 42     | 8       | 0            | 0            | 1          | 0          | –      | –       | –      | –       | 43      | 8       |
| وست بروميتش ألبيون          | 2020–21  | الدوري الإنجليزي الممتاز | 33     | 11      | 1            | 1            | 0          | 0          | –      | –       | –      | –       | 34      | 12      |
| الإجمالي                    | الإجمالي | الإجمالي                 | 176    | 46      | 7            | 3            | 7          | 1          | 5      | 3       | 0      | 0       | 195     | 53      |

## وصلات خارجية
- ماثيو بيريرا على موقع قاعدة بيانات كرة القدم.إي يو (الإنجليزية)
- ماثيو بيريرا على موقع ناشيونال فوتبول تيمز (الإنجليزية)
- ماثيو بيريرا على موقع Soccerbase.com (لاعب) (الإنجليزية)
- ماثيو بيريرا على موقع Soccerway.com (الإنجليزية)
- ماثيو بيريرا على موقع عالم كرة القدم.نت (الإنجليزية)
- ماثيو بيريرا على موقع AS.com (الإسبانية)